# Lispocephala pilifera
Lispocephala pilifera är en tvåvingeart som beskrevs av Malloch 1935. Lispocephala pilifera ingår i släktet Lispocephala och familjen husflugor. Inga underarter finns listade i Catalogue of Life.